# 이오지마에서 온 편지
《이오지마에서 온 편지》(일본어: 硫黄島からの手紙, 영어: Letters From Iwo Jima)는 클린트 이스트우드가 감독, 공동 제작을 맡은 미국-일본 합작의 전쟁 영화이며, 와타나베 켄, 니노미야 카즈나리 등이 출연했다. 이오지마 전투에 대해 《아버지의 깃발》에서는 미국의 관점에서, 본 작품은 일본의 관점에서 그리고 있다. 일본어로 된 영화이지만, 워너브라더스, 드림웍스 등 미국 회사들이 제작하였다.
이오섬에서 미군에 맞서 쿠리바야시 타다미치 중장의 지휘 아래에 있던 일본군 장병과 조국에 남겨진 가족들의 모습이 그려지고 있다. 대부분의 촬영은 캘리포니아주 바스토우(Barstow) 근처와 피스가 분화구 주변에서 이루어졌다. 또한 이오지마에서 하루 동안 촬영이 허가되었다. 제79회 아카데미 시상식 작품상, 감독상, 각본상, 음향 편집상에 노미네이트되었고, 음향 편집상을 수상했다.

## 시놉시스
2006년 이오섬. 땅속에서 발견된 수백 통의 편지. 그것은 61년 전, 이 섬에서 싸웠던 사람들이 가족들에게 남긴 것이었다. 도착하지 못했던 편지에 그들은 무엇을 적었던 것일까. 전쟁 상황이 점점 나빠져 1944년 6월 육군 중장, 쿠리바야시 타다미치(와타나베 켄)가 이오지마에 왔다. 본토 방위의 마지막 보루라고 할 수 있는 이오지마. 지금까지의 지휘관과는 다른 쿠리바야시의 모습은 이오지마에서 날마다 절망을 느끼고 있던 사이고 (니노미야 카즈나리)에게 새로운 희망의 빛을 안겨 준다. 유황 냄새가 자욱하고, 먹을 것도 마실 물도 부족한 열악한 상황.
1945년 2월 19일, 결국 미군이 상륙을 개시한다. 압도적인 병력을 앞세워 5일이면 끝날 것이라던 이오지마 전투는 36일간에 이르는 역사적인 격전이 되었다. 아직 보지 못한 아이를 가슴에 품기 위해 무엇을해도 살아 돌아간다고 맹세한 사이고, 그리고 그들을 이끈 쿠리바야시 역시 군인이기 전에 한 사람의 남편이자 아버지였다. 61년만에 도착한 그들의 편지. 그 한 사람 한 사람의 모습에서 이오지마의 마음이 밝혀진다.

## 출연
- 와타나베 켄 - 쿠리바야시 타다미치 육군 중장
- 니노미야 카즈나리 - 사이고 노보루 육군 일등병
- 이하라 츠요시 - 니시 타케이치 육군 중좌
- 카세 료：시미즈 요이치 육군 상등병
- 나카무라 시도：이토 해군 대위
- 와타나베 히로：후지타 육군 중위
- 반도 타쿠미：타니다 육군 대위
- 마츠자키 유키：노자키 육군 일등병
- 야마구치 타카시：카시와라 육군 일등병
- 오자키 에이지로：오쿠보 육군 중령
- 유키 나에：하나코
- 사카가미 노부마사：오스기 해군 소장
- 나가도이 마사시: 이치마루 리노스케 해군 소장

## 평가
미국
굉장히 긍정적인 평가를 받고 있다. 로튼 토마토에 따르면 약 91%의 응답자가 긍정적인 평가를 보였다.
엔터테인먼트 위클리의 리사 슈워츠바움, 로스앤젤레스 타임스의 케네스 터런 등 많은 비평가들이 올해의 가장 좋은 영화로 선정하였다. 게다가 롤링스톤의 피터 트래버스와 시카고 트리뷴의 마이클 필립스는 별점 4개를, 버라이어티의 토드 매카시는 영화에 대해 극찬을 하면서 'A' 랭킹을 주었다.
제79회 아카데미 시상식에서 4개 부문에서 수상하였다. 일본어 영화가 외국어 영화상이 아닌 작품상 부문에 노미네이트된 것은 사상 처음이었다. 이외에도 National Board of Review of Motion Pictures(2006년) 최우수 작품상 등 많은 상을 받았다. 그 외에 CNN과 뉴욕 타임스에서도 호평을 받았다.
일본
개봉전부터 쿠리바야시 타다미치와 이오지마 전투를 소개한 다큐멘터리와 관련 드라마가 TV 각 국에서 방송되고 관련 책도 많이 출판되는 등 '이오지마 붐'이라고 할 만한 현상이 나타났다.
이전까지의 미국 영화에서의 일본인은 중국계나 동남아시아계, 일본계 미국인 등이 기용되고, 어색한 일본어와 유창한 영어와 같은 부자연스러움이 눈에 띄었던 것이 사실이다. 그러나 이 작품에서는 "세부 사항에 오류가 있지만, 일본에 대해 잘 조사했다"(아사히 신문 2006년 12월 13일)라는 평가를 받았다.

## 일화
- 클린트 이스트우드는 일본의 입장에서 그려지는 이 영화는 일본인 감독에게 의뢰할 생각이었다고 한다. 이스트우드와 오랫동안 작품을 같이 해왔던 카메라맨에 따르면 이 작품에 대한 구상을 이야기 하면서 "구로사와가 하면 완벽할텐데…"라고 말했다고 한다.
- 일본에서 상영할 때는, 제목은 일본어로 표기했지만 엔딩 크레딧은 영어였다.
- 캐스팅은 이전에 만난 적이 있던 와타나베 켄을 제외하고는 모두 오디션을 통해 선정되었다. 특히 사이고 역은 니노미야 카즈나리에게 감명을 받은 감독이 새로이 만든 역이며, 이로 인해 당초의 영화 스토리가 변경되게 되었다.
- 일본인이 주인공으로, 거의 대부분의 대사가 일본어로 된 미국 영화는 이 작품이 처음이다.
- 이오지마는 현재 미군 시설, 해상 자위대, 항공 자위대의 기지가 있고, 섬 자체가 군사 기지 시설이기 때문에 도쿄도의 허가가 없으면 갈 수 없다.

## 수상 내용

### 수상
- 79회 아카데미 시상식: 음향편집상 (Alan Robert Murray and Bub Asman)
- 베를린 영화제: Cinema for Peace Award
- 12회 BFCA Critics' Choice Awards: Best Foreign Language Film
- 19회 시카고 영화 비평가 협회상: 최우수 외국어 영화상
- 13회 댈러스 영화 평론가 협회상: 최우수 외국어 영화상
- 64회 골든 글로브 시상식: 최우수 외국어 영화상
- 32회 로스 앤젤레스 영화 비평가 협회상: 최우수 작품상
- 78회 NBR(National Board of Review Awards): 최우수 작품상
- 11회 샌디에고 영화 평론가 협회상: 최우수 감독상 (클린트 이스트우드), 최우수 작품상
- 31회 일본 아카데미 시상식: 최우수 외국 영화상
- 라스베이거스 영화 비평가 협회상: 작품상 10
- 피닉스 영화 평론가 협회상: 최우수 외국어 영화상, 작품상 10

### 후보
- 79회 아카데미 시상식 — 작품상 - 클린트 이스트우드, 스티븐 스필버그, 로버트 로렌즈
- 79회 아카데미 시상식 — 감독상 - 클린트 이스트우드
- 79회 아카데미 시상식 — 각본상 - 아이리스 야마시타, 폴 해기스
- 64회 골든 글로브 시상식 — Best 감독상 - 클린트 이스트우드
- 12회 BFCA Critics' Choice Awards — 작품상
- 12회 BFCA Critics' Choice Awards — 감독상 - 클린트 이스트우드
- 19회 시카고 영화 비평가 협회상 — 작품상
- 19회 시카고 영화 비평가 협회상 — 감독상 - 클린트 이스트우드
- 19회 시카고 영화 비평가 협회상 — 주제가상
- 19회 시카고 영화 비평가 협회상 — 각본상 - 아이리스 야마시타
- 2007 MPSE Golden Reel Awards — Best Sound Editing in a Feature Film: Dialogue and Automated Dialogue Replacement
- 2007 MPSE Golden Reel Awards — Best Sound Editing in Sound Effects and Foley for a Feature Film